# Ciąża jajowodowa
Ciąża jajowodowa – ciąża ektopowa. Występuje, gdy zapłodniona komórka jajowa zagnieżdża się poza jamą macicy w jajowodzie. Stanowi ok. 97% ciąż ektopowych.

## Umiejscowienie
Zapłodniona komórka jajowa może zagnieździć się w trzech różnych częściach jajowodu:
- w bańce jajowodu – 80%
- w cieśni jajowodu – 12%
- w strzępkach jajowodu – 5%

## Diagnostyka
W celu zdiagnozowania ciąży jajowodowej wykonuje się badanie USG przezbrzuszne, USG przezpochwowe.

## Czynniki ryzyka
- przebyte stany zapalne miednicy mniejszej  powodujące zrosty pozapalne w jajowodach,
- palenie papierosów,
- wkładka wewnątrzmaciczna,
- przebyte zabiegi lub operacje narządów rodnych,
- endometrioza,
- ciąża po zapłodnieniu pozaustrojowym.

## Objawy
- krwawienie lub plamienie z dróg rodnych,
- ból podbrzusza.

## Leczenie
Leczenie ciąży jajowodowej obejmuje operacje zachowawcze i radykalne.
Leczenie zachowawcze chirurgiczne polega na usunięciu jaja płodowego z jajowodu z jak najmniejszym uszkodzeniem jego ścian. Metoda zalecana jest pacjentkom, które w przyszłości chcą mieć jeszcze dzieci.
Leczenie radykalne polega na wycięciu całego jajowodu wraz z jajem płodowym.
Wybór techniki zależy od:
- stanu jajowodu,
- umiejscowienia ciąży ektopowej w jajowodzie,
- wielkości zmiany,
- stanu miednicy mniejszej,
- pojawienia się komplikacji.